# Lucão (fodboldspiller, født 1993)
 Der er flere personer med dette navn, se Lucão.
Lucas Jaques Varone Maia el. Lucão er en brasiliansk fodboldspiller (født 23. februar 1993 i Porto Alegre, Brasilien), der spiller i den maltesiske klub Birkirkara FC. Han har tidligere spillet for den danske 1. divisionsklub Vejle Boldklub.
Maia er en venstrebenet central forsvarsspiller, der skrev kontrakt med Vejle Boldklub d. 4. august 2016.
Lucas Maia debuterede samme dag, som han underskrev aftalen med Vejle Boldklub efter en succesfuld prøvetræning på et par uger. Maia blev han kastet ind i det sidste kvarter i udekampen mod Vendsyssel FF i stedet for Mario Alvarez. VB vandt 3-1 og hentede sæsonens første sejr efter at have indledt med to uafgjorte kampe. Maia fik den første startplads i spillerunden efter, da VB hjemme i Vejle via et sent comeback spillede sig til 2-2 mod FC Helsingør.
Han fik derefter fuldtid i de sidste 18 kampe i efteråret 2016, men mistede sin plads i midterforsvaret til i løbet af forårwet 2017. Efter aftale med klubben ophævede VB og Maia derfor kontrakten den 3. juli 2017. Herefter fortsatte han sin karriere på Malta hos Birkirkara FC.
Han har tidligere spillet i Resende FC i den næstbedste række i Brasilien. Før det var han ungdomsspiller i Grêmio i fødebyen Porto Alegre.